# 야마다 고헤이
야마다 고헤이(일본어: 山田 晃平, 1989년 1월 8일 ~ )는 일본의 전 축구 선수이다.

## 구단 경력
그는 2010년부터 2017년까지 J리그의 더스파 구사쓰, V-파렌 나가사키, AC 나가노 파르세이루, FC 기후에서 활동하였다.